# 快傑ゾロ (1940年の映画)
『快傑ゾロ』（かいけつゾロ、The Mark of Zorro）は、1940年にアメリカで製作された剣戟映画。ジョンストン・マッカレーの小説『怪傑ゾロ』を原作としている。

## ストーリー
士官学校を卒業したディエゴは、父が市長を勤めているロサンゼルスに呼び戻される。しかし、故郷はスペイン軍により支配されており、父に変わり市長となったルイス・キンテロは、重税を敷くなどの暴虐の限りを尽くしていた。
キンテロの悪事に憤慨したディエゴは、彼の一味を倒すことを決意する。そのために彼は自身を軟弱な貴族だと偽り、裏では正義の盗賊「ゾロ」としてキンテロ一味から金銭を強奪して貧しい農民たちに分け与えるのであった。

## キャスト
| 役名                 | 俳優                        | 日本語吹替                                              |
| 役名                 | 俳優                        | NET版                                                   |
| -------------------- | --------------------------- | ------------------------------------------------------- |
| ゾロ / ディエゴ      | タイロン・パワー            | 山内雅人                                                |
| ロリータ             | リンダ・ダーネル            | 池田昌子                                                |
| エステバン           | ベイジル・ラスボーン        | 家弓家正                                                |
| イネス               | ゲイル・ソンダーガード      | 金子亜矢子                                              |
| フェリーペ           | ユージン・ポーレット        | 島宇志夫                                                |
| ルイス・キンテーロ   | J・エドワード・ブロムバーグ | 富田耕生                                                |
| アレハンドロ         | モンタギュー・ラヴ          | 大木民夫                                                |
| イザベラ             | ジャネット・ビーチャー      | 稲葉まつ子                                              |
| ゴンザレス           | ジョージ・リーガス          | 緑川稔                                                  |
| マリア               | ベル・ミッチェル            | 園田昌子                                                |
| ミゲル               | ペドロ・デ・コルドバ        | 千葉耕市                                                |
| ドン・ホセ           | ガイ・デネリー              | 原田一夫                                                |
| 以下はノンクレジット |                             |                                                         |
| モレノ               | ヘクター・サルノ            | 矢田耕司                                                |
| ホセ                 | チャールズ・スティーヴンス  | 緑川稔                                                  |
| 不明 その他          | N/A                         | 高田竜二 嶋俊介 水島晋 細井重之 島木綿子                |
| 日本語版スタッフ     |                             |                                                         |
| 演出                 | 演出                        | 左近允洋                                                |
| 翻訳                 | 翻訳                        | 上田公子                                                |
| 効果                 | 効果                        | 赤塚不二夫                                              |
| 調整                 | 調整                        | 坂巻四郎                                                |
| 制作                 | 制作                        | グロービジョン                                          |
| 解説                 | 解説                        | 増田貴光                                                |
| 初回放送             | 初回放送                    | 1970年7月25日 『土曜映画劇場』 21:00-22:30 正味69分37秒 |